# Flow My Tears
«Flow my Tears» (en español, «Fluyen mis lágrimas») es una pieza musical para voz y laúd, específicamente un aire compuesto por John Dowland. 
Compuesto originalmente en versión instrumental bajo el título Lachrimae pavan en 1596, es el aire más famoso de Dowland,  convirtiéndose en su tema arquetípico al extremo de incluirlo ocasionalmente en su firma: «Jo. Dolandi de Lachrimae».

## Características
Como otras canciones de Dowland para laúd, la forma musical y el estilo se basan en una danza, en este caso la pavana. Se publicó por primera vez en el Segundo libro de canciones o aires de 2,4 y 5 partes, en 1600 en Londres. La obra comienza con un motivo lagrimeante, comenzando en la y descendiendo hasta mi tono por tono con el texto «Flow my tears». Esto puede haber sido copiado de un motete de Orlando di Lasso o un madrigal de Luca Marenzio, ya que este motivo era común en la música isabelina para representar dolor. Anthony Boden considera al tema «probablemente la canción inglesa más ampliamente conocida de principios del siglo XVII».